# گام ماژور
گام ماژور یا گام بزرگ (به انگلیسی: Major Scale) یا (گام‌های دیاتونیک).
یک گام ماژور یا بزرگ از هفت نت به اضافه تکرار نت اول در اکتاو تشکیل می‌شود.
ساده‌ترین گام بزرگ گام دو ماژور است (ماژور طبیعی).
در پیانو بدون نواختن کلیدهای سیاه (دیز و بمل) و فقط با نواختن کلیدهای سفید (از نت دو تا دو بعدی) قابل اجرا است.

گام دو بزرگ

## ساختار گام‌های ماژور
هر گام شامل ۸ نت می‌باشد. گام به ۲ دسته مساوی تقسیم می‌شود، که در هر دسته ۴ نت قرار می‌گیرد. نام هر دسته دانگ است. گام‌های ماژور شامل ۲ دانگ می‌باشند. در گام‌های ماژور فاصله بین دانگ اول و دوم ۱ پرده است.
در گام‌های ماژور، به صورت کلی فاصله بین درجات سوم و چهارم / هفتم و هشتم، نیم پرده و بین بقیه درجات ۱ پرده است.
گام دو ماژور الگوی (طبیعی) گام‌های ماژور است؛ یعنی اگر از نت دو، هفت نت به جلو برویم و نت هشتم  نت دو باشد (در اکتاو بعد)، در این حالت ما گام دو ماژور (طبیعی) بدست آورده‌ایم.

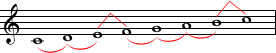
الگوی فاصله‌ها در گام بزرگ

### نام درجات در هر گام
1. تونیک(پایه) (نت اول)
2. روپایه(سوپرتونیک) (نت دوم)
3. میانی(مِدیانت) (نت سوم)
4. زیرنمایان(ساب-دومینانت) (نت چهارم)
5. نمایان(دومینانت) (نت پنجم)
6. رونمایان(سوپر-دومینانت/ساب-مِدیانت) (نت ششم)
7. محسوس(لیدینگ) (نت هفتم)
8. زیرپایه(ساب-تونیک) (نت هفتم)
9. اکتاو (نت هشتم)

تفاوت لیدینگ و ساب-تونیک در این است که فاصله لیدینگ با درجه هشتم،نیم پرده‌ی دیاتُنیک است ولی ساب-تونیک با درجه هشتم،یک پرده فاصله دارد

### انواع گام‌های ماژور
به‌طور کلی گام‌های ماژور به ۲ دسته تقسیم می‌شوند:
1. گام‌های ماژور دیز دار♯
2. گام‌های ماژور بمل دار ♭

### دایرهٔ پنجم‌ها
همیشه برای پیدا کردن پایه گام بعدی (در گام‌های ماژور دیز دار) لازم است تا پنج نت به جلو رفته و نت پنجم (نمایان)پایه گام بعدی ما خواهد بود.
برای پیدا کردن پایه گام بعدی در گام‌های ماژور بمل دار، کافیست که از پایه هر گام ۴ نت به جلو رفته (زیرنمایان) یا ۵ نت به عقب برگردیم تا پایه گام بعدی مشخص شود.
دایره پنجم‌ها الگویست جهت نشان دادن توالی پایه‌های هر گام، توالی علائم دیز و بمل و تعداد آن.
اعداد روی دایره تعداد دیزها و بمل‌ها را در هر گام نشان می‌دهد (دیزها در جهت عقربه‌های ساعت و بمل‌ها در خلاف آن) و حروف داخل دایره، گام مینور نسبی آن است.

## انواع گام ماژور
گام ماژور تئوریک که پیش‌تر به آن اشاره شد،گامی دیاتُنیک است که از ۷ درجه تشکیل و با شروع درجه هشتم،اکتاو دوم گام شروع میشود

### گام ماژور تئوریک(طبیعی)
در گام ماژور تئوریک،فواصل درجات سوم-چهارم و هفتم-هشتم به مقدار نیم پرده و فاصله بین درجات دیگر به صورت یک پرده ای میباشد
گام دو ماژور تئوریک،شکل ساده ای از گام ها است که از هفت نت اصلی موسیقی به طور خنثی تشکیل شده است،نت های آن به ترتیب عبارت اند از: C-D-E-F-G-A-B-C

### گام ماژور هارمونیک
اگر درجه ششم گام ماژور تئوریک را نیم پرده دیاتونیک بم کنیم،گام ماژور هارمونیک حاصل میشود
نت های گام دو ماژور هارمونیک به ترتیب عبارت اند از:C-D-E-F-G-A♭-B-C

### گام ماژور ملودیک
در گام ماژور ملودیک در فاصله پایین رونده ششم و هفتم نیم پرده عقب میروند و جای ششم و هفتم بزرگ ششم و هفتم کوچک خواهیم داشت(به عنوان مثال در دو ماژور سی و لا بمل میشوند)
اما در حالت بالارونده مشابه ماژور اصلی خواهد بود